# Jämtlands östra domsagas valkrets
Jämtlands östra domsagas valkrets var i valen till andra kammaren 1881–1908 en egen valkrets med ett mandat. Valkretsen, som ungefär motsvarar dagens Ragunda och Bräcke kommuner samt de södra delarna av landsbygden i Östersunds kommun, avskaffades vid införandet av proportionellt valsystem i valet 1911 och uppgick då i Jämtlands läns södra valkrets. 

## Riksdagsmän
- Per Olof Eriksson (1882–vårriksdagen 1887)
- Jöns Bromée, gamla lmp 1888–1894, folkp 1895–1900, lib s 1900–1911 (höstsessionen 1887–1911)

## Valresultat

### 1896
| Andrakammarvalet i Sverige 1896: Jämtlands östra domsagas valkrets | Andrakammarvalet i Sverige 1896: Jämtlands östra domsagas valkrets | Andrakammarvalet i Sverige 1896: Jämtlands östra domsagas valkrets | Andrakammarvalet i Sverige 1896: Jämtlands östra domsagas valkrets | Andrakammarvalet i Sverige 1896: Jämtlands östra domsagas valkrets |
| Kandidat                                                           | Kandidat                                                           | Röster                                                             | Röster                                                             | Röster                                                             |
| Kandidat                                                           | Kandidat                                                           | Antal                                                              | %                                                                  | +− %                                                               |
| ------------------------------------------------------------------ | ------------------------------------------------------------------ | ------------------------------------------------------------------ | ------------------------------------------------------------------ | ------------------------------------------------------------------ |
|                                                                    | Jöns Bromée (fp)                                                   | 362                                                                | 77,3                                                               |                                                                    |
|                                                                    | Närmaste kandidat                                                  | 94                                                                 | 20,1                                                               |                                                                    |
|                                                                    | Övriga kandidater                                                  | 12                                                                 | 2,6                                                                |                                                                    |
| Antal giltiga röster                                               | Antal giltiga röster                                               | 468                                                                |                                                                    |                                                                    |
| Kasserade röster                                                   | Kasserade röster                                                   | 8                                                                  |                                                                    |                                                                    |
| Totalt                                                             | Totalt                                                             | 476                                                                |                                                                    |                                                                    |

Valkretsen hade 28 224 invånare den 31 december 1895, varav 1 730 eller 6,1% var valberättigade. 476 personer deltog i valet, ett valdeltagande på 27,5 %.

### 1899
| Andrakammarvalet i Sverige 1899: Jämtlands östra domsagas valkrets | Andrakammarvalet i Sverige 1899: Jämtlands östra domsagas valkrets | Andrakammarvalet i Sverige 1899: Jämtlands östra domsagas valkrets | Andrakammarvalet i Sverige 1899: Jämtlands östra domsagas valkrets | Andrakammarvalet i Sverige 1899: Jämtlands östra domsagas valkrets |
| Kandidat                                                           | Kandidat                                                           | Röster                                                             | Röster                                                             | Röster                                                             |
| Kandidat                                                           | Kandidat                                                           | Antal                                                              | %                                                                  | +− %                                                               |
| ------------------------------------------------------------------ | ------------------------------------------------------------------ | ------------------------------------------------------------------ | ------------------------------------------------------------------ | ------------------------------------------------------------------ |
|                                                                    | Jöns Bromée                                                        | 327                                                                | 62,2                                                               | ▼15,1                                                              |
|                                                                    | Närmaste kandidat                                                  | 99                                                                 | 18,8                                                               |                                                                    |
|                                                                    | Övriga kandidater                                                  | 100                                                                | 19,0                                                               |                                                                    |
| Antal giltiga röster                                               | Antal giltiga röster                                               | 526                                                                |                                                                    |                                                                    |
| Kasserade röster                                                   | Kasserade röster                                                   | 0                                                                  |                                                                    |                                                                    |
| Totalt                                                             | Totalt                                                             | 526                                                                |                                                                    |                                                                    |

Valet hölls den 20 augusti 1899. Valkretsen hade 29 787 invånare den 31 december 1898, varav 1 796 eller 6,0% var valberättigade. 526 personer deltog i valet, ett valdeltagande på 29,3 %.

### 1902
| Andrakammarvalet i Sverige 1902: Jämtlands östra domsagas valkrets | Andrakammarvalet i Sverige 1902: Jämtlands östra domsagas valkrets | Andrakammarvalet i Sverige 1902: Jämtlands östra domsagas valkrets | Andrakammarvalet i Sverige 1902: Jämtlands östra domsagas valkrets | Andrakammarvalet i Sverige 1902: Jämtlands östra domsagas valkrets |
| Kandidat                                                           | Kandidat                                                           | Röster                                                             | Röster                                                             | Röster                                                             |
| Kandidat                                                           | Kandidat                                                           | Antal                                                              | %                                                                  | +− %                                                               |
| ------------------------------------------------------------------ | ------------------------------------------------------------------ | ------------------------------------------------------------------ | ------------------------------------------------------------------ | ------------------------------------------------------------------ |
|                                                                    | Jöns Bromée                                                        | 506                                                                | 85,2                                                               | ▲23,0                                                              |
|                                                                    | Närmaste kandidat                                                  | 56                                                                 | 9,4                                                                |                                                                    |
|                                                                    | Övriga kandidater                                                  | 32                                                                 | 5,4                                                                |                                                                    |
| Antal giltiga röster                                               | Antal giltiga röster                                               | 594                                                                |                                                                    |                                                                    |
| Kasserade röster                                                   | Kasserade röster                                                   | 5                                                                  |                                                                    |                                                                    |
| Totalt                                                             | Totalt                                                             | 599                                                                |                                                                    |                                                                    |

Valet hölls den 7 september 1902. Valkretsen hade 31 094 invånare den 31 december 1901, varav 1 869 eller 6,0% var valberättigade. 599 personer deltog i valet, ett valdeltagande på 32,0 %.

### 1905
| Andrakammarvalet i Sverige 1905: Jämtlands östra domsagas valkrets | Andrakammarvalet i Sverige 1905: Jämtlands östra domsagas valkrets | Andrakammarvalet i Sverige 1905: Jämtlands östra domsagas valkrets | Andrakammarvalet i Sverige 1905: Jämtlands östra domsagas valkrets | Andrakammarvalet i Sverige 1905: Jämtlands östra domsagas valkrets |
| Kandidat                                                           | Kandidat                                                           | Röster                                                             | Röster                                                             | Röster                                                             |
| Kandidat                                                           | Kandidat                                                           | Antal                                                              | %                                                                  | +− %                                                               |
| ------------------------------------------------------------------ | ------------------------------------------------------------------ | ------------------------------------------------------------------ | ------------------------------------------------------------------ | ------------------------------------------------------------------ |
|                                                                    | Jöns Bromée                                                        | 369                                                                | 94,1                                                               | ▲8,9                                                               |
|                                                                    | Närmaste kandidat                                                  | 8                                                                  | 2,1                                                                |                                                                    |
|                                                                    | Övriga kandidater                                                  | 15                                                                 | 3,8                                                                |                                                                    |
| Antal giltiga röster                                               | Antal giltiga röster                                               | 392                                                                |                                                                    |                                                                    |
| Kasserade röster                                                   | Kasserade röster                                                   | 1                                                                  |                                                                    |                                                                    |
| Totalt                                                             | Totalt                                                             | 393                                                                |                                                                    |                                                                    |

Valet hölls den 3 september 1905. Valkretsen hade 31 474 invånare den 31 december 1904, varav 2 112 eller 6,7% var valberättigade. 393 personer deltog i valet, ett valdeltagande på 18,6 %.

### 1908
| Andrakammarvalet i Sverige 1908: Jämtlands östra domsagas valkrets | Andrakammarvalet i Sverige 1908: Jämtlands östra domsagas valkrets | Andrakammarvalet i Sverige 1908: Jämtlands östra domsagas valkrets | Andrakammarvalet i Sverige 1908: Jämtlands östra domsagas valkrets | Andrakammarvalet i Sverige 1908: Jämtlands östra domsagas valkrets |
| Kandidat                                                           | Kandidat                                                           | Röster                                                             | Röster                                                             | Röster                                                             |
| Kandidat                                                           | Kandidat                                                           | Antal                                                              | %                                                                  | +− %                                                               |
| ------------------------------------------------------------------ | ------------------------------------------------------------------ | ------------------------------------------------------------------ | ------------------------------------------------------------------ | ------------------------------------------------------------------ |
|                                                                    | Jöns Bromée                                                        | 927                                                                | 75,6                                                               | ▼18,5                                                              |
|                                                                    | Erik Olof Engström (höger)                                         | 296                                                                | 24,1                                                               |                                                                    |
|                                                                    | Övriga kandidater                                                  | 4                                                                  | 0,3                                                                |                                                                    |
| Antal giltiga röster                                               | Antal giltiga röster                                               | 1 227                                                              |                                                                    |                                                                    |
| Kasserade röster                                                   | Kasserade röster                                                   | 4                                                                  |                                                                    |                                                                    |
| Totalt                                                             | Totalt                                                             | 1 231                                                              |                                                                    |                                                                    |

Valet hölls den 21 september 1908. Valkretsen hade 32 090 invånare den 31 december 1907, varav 2 287 eller 7,1 % var valberättigade. 1 231 personer deltog i valet, ett valdeltagande på 53,8 %.